# مبادرة جنيف (2003)
وثيقة جنيف  هي وثيقة غير رسمية، تم التوقيع عليها، بتاريخ1 ديسمبر 2003، بين بعض السياسيين الفلسطينيين وعلى رأسهم ياسر عبد ربه مع بعض السياسيين الإسرائيليين المحسوبين على معسكر اليسار، وعلى رأسهم رئيس ميرتس يوسي بيلن، أحد مهندسي اتفاقية أوسلو.الاتفاقية، تنص على انسحاب إسرائيل، من معظم الأراضي التي احتلت في حرب عام1967 ، وعلى ترسيم الحدود بين الطرفين، وإنهاء النزاع الفلسطيني الإسرائيلي. لاقت الوثيقة تأييدا في بعض الأوساط، الأكاديمية والسياسية والثقافية، في كلا من فلسطين وإسرائيل حيث تظهر قائمة موقعة، بأسماء المبادرين إلى الوثيقة، التي أرسلت نسخ منهابالبريد، لمختلف الجهات الرسمية، والمؤسسات، لكنها في الوقت ذاته لاقت معارضة من أوساط اليمين الإسرائيلي ومن بعض الأحزاب الوطنية والإسلامية الفلسطينية.

## ديباجة عامة
تبدأ الاتفاقية بديباجة عامة، بتسمية دولة إسرائيل ومنظمة التحرير الفلسطينية كأطراف للاتفاقية، بتأكيدهما، على وضع حد للصراع والمواجهات، وعزمهما على التعايش بسلام وكرامة وأمن متبادل، على أساس سلام عادل ودائم وشامل، وتحقيق مصالحة تاريخية، والانتقال إلى فترة تناسب زمن السلم، مع التأكيد بأن منطق السلام، يتطلب حلولا وسطا، وان الحل الوحيد القابل للتحقيق، يقوم على أساس قرار مجلس الأمن 242 وقرار مجلس الأمن رقم 338
مع التأكيد على حق الشعب اليهودي في دولة، والاعتراف بحق الشعب الفلسطيني في دولة، دون الإجحاف بالحقوق المتساوية، لمواطني كلا من الطرفين، مع اتخاذ الطرفين لإجراءات تناسب فترة السلم، وتنهي فترة الصراع الطويل، ويعترف كل منهما، في الوجود السلمي، والأمن ضمن حدود آمنة، ومعترف بها، لا تكون عرضة للتهديد وأعمال العنف، مع العزم على بناء علاقات قائمة على التعاون، والالتزام بالعيش جنبا إلى جنب كجارين طيبين.كذلك يؤكد الطرفان أن الاتفاقية أبرمت في اطار عملية السلام في الشرق الأوسط، التي بدأت بمؤتمر مدريد أكتوبر 1991، وإعلان المبادئ 13 يوليو 1993، والاتفاقيات اللاحقة، الاتفاقية الانتقالية، ومذكرة واي ريفر ومذكرة شرم الشيخ، ومفاوضات قمة كامب ديفد وافكار كلينتون ومفاوضات طابا ياناير2001 ، ويعيدان التأكيد على الالتزام بقرارات مجلس الامن242 و338 و1397 التي ستؤدي إلى تسوية الصراع الإسرائيلي الفلسطيني، بكافة جوانبه، مع الإعلان أن هذه الاتفاقية، تحقق التصورات المتعلقة بالوضع الدائم، وإحلال السلام، كما أعرب عنها الرئيس الأمريكي جورج بوش وكما وردت في خارطة الطريق التي وضعتها الرباعية وفي خاتمة الديباجة، يعلن الطرفان ان هذه الاتفاقية، تمثل تصالحا تاريخيا بين الطرفين الفلسطيني والإسرائيلي، وتمهد الطريق أمام المصالحة، بين العالم العربي وإسرائيل، وفقا للبنود ذات الصلة، التي تضمنها قرار الجامعة العربية الصادر في اجتماعها في بيروت في28 مارس 2002مع التصميم على إقامة سلام إقليمي شامل، بشكل يساهم في إحلال الاستقرار والأمن، والتنمية والازدهار، في المنطقة جمعاء.

## مواد الاتفاقية
تتكون الوثيقة، من سبعة عشر مادة، أبرزها، المواد المتعلقة، بالأراضي، والقدس، والاجئين، والحدود، والمياة، والمعتقلين، وتعرض كل مادة، بنود اتفاق لموضوع خلافي معين، لتغطي كافة النقاط الخلافية، بين الطرفين، هذا بالإضافة، لوجود خرائط وملاحق توضيحية، متعلقة بالوثيقة، كما تغطي مواد الوثيقة، طرح رؤية شاملة عن الوضع، بعد الاتفاقية، على صعيد العلاقات الإسرائيلية الفلسطينية، أو على صعيد العلاقات العربية الإسرائيلية.

## بنود مهمة في الاتفاقية
- اقامة دولة فلسطينية، على اراضي الضفة الغربية وقطاع غزة، وتبادل الاعتراف بين دولة إسرائيل ودولة فلسطين، وحق الشعب اليهودي في وطن، كذلك تضع الاتفاقية نهاية للدعاوي، وبعد التوقيع يعتبر النزاع منتهيا رسميا، ومن جانب اخر الاتفاقية تلزم الفلسطينيين، على إنهاء كل أنواع العنف ضد إسرائيل، بما في ذلك أعمال الإرهاب والتحريض، كما يعلن عن حل ونزع سلاح الجماعات المسلحة.

## القدس
المادة المتعلقة بالقدس هي المادة 6، وهي تتكون من 13 باب، تورد بنود وشروحات اجرائية مفصلة، أبرزها الباب 2 من الوثيقة، وينص على أن يكون لكل طرف عاصمته الواقعة تحت سيادته، مع اعتراف كل طرف بعاصمة الطرف الآخر، وينص الباب الخامس بند ج انه في نهاية فترة الانسحاب المنصوص عليها في المادة 5/7، تبسط دولة فلسطين سيادتها على الحرم القدسي الشريف وينص الباب السادس من المادة 6 على بقاء حائط المبكى تحت السيادة الإسرائيلية.

## مشكلة اللاجئين
يقر الطرفان، بأن حلا متفقا عليه لمشكلة اللاجئين، ضروري لتحقيق سلام عادل وشامل، مع ذلك هناك عدم توافق حول أي البنود الملزمة لقبول حل مشكلة اللاجئينوالنص المتعلق بهذا الامر هو المادة سبعة الباب الرابع الخيار رقم 4، والذي ينص على ان إسرائيل كمكان إقامة دائمة للفلسطينيين، قرار يبقى في إطار السيادة الإسرائيلية، وبناء على التقدير الإسرائيلي، ووفقا للعدد الذي ستقدمه إسرائيل إلى اللجنة الدولية، وهو العدد الذي سيكون العدد الإجمالي الذي ستقبل به إسرائيل، وكأساس إسرائيل ستأخذ في الحسبان مجمل الأعداد المقدمة من ثلاث دول مختلفة إلى اللجنة الدولية.

## الأراضي والمستوطنات الإسرائيلية
الفلسطينيين سوف يستعيدون معظم الأراضي، التي احتلت أثناء حرب 1967 من قبل إسرائيل، في المقابل، إسرائيل ستضم عدة مناطق، ذات كثافة سكانية عالية، بجوار الخط الأخضر (مثل قوش عتسيون معاليه أدوميم والتي سوف تربط مع القدس بواسطة طريق، كما هو الحال، مع جبل اسكوبس إبان حرب 1948). المدن الأخرى مثل أرييل والتواجد في الخليل والمستوطنات سوف تزال، وسكانها سيتم إجلاءهم، وفي مقابل الأراضي، التي سوف تحتفظ بها إسرائيل سيعطى الفلسطينيين، أراضي مساوية لها في المساحة، تتاخم قطاع غزة.

## دعم وتأييد
رفضت الحكومة الإسرائيلية الاتفاقية صراحة، بينما لم يرد عليها حزب العمل الإسرائيلي لا بالموافقة ولا بالرفض، وعلى الصعيد الرسمي الفلسطيني، قوبلت الاتفاقية بفتور ملحوظ، على أية حال، جماعات تأييد فلسطينية وإسرائيلية، قد أجرت استطلاع، تبين من خلاله، نسبة تأييد للوثيقة تبلغ 50% في المجتمعين الفلسطيني والإسرائيلي، وحسب تقرير اوردته صحيفة الجيروزليم بوست في 10 مارس 2008 فإن مروان البرغوثي وهو شخصية فلسطينية، لها تأثير كبير على الساحة الفلسطينية، قد اخبر حاييم اورون (سياسي بارز من اليسار الإسرائيلي)أنه من الممكن، التوصل لحل على الوضع النهائي، من خلال الخطوط العامة لوثيقة جنيف.
وثيقة جنيف، تم تمويلها، من مصادر غير رسمية، ومن متبرعين خاصين، حيث رصدت 8 مليون$ ، لتمويل نشاطات نشر الوثيقة، والاعلام عنها للجمهور، والمتبرع الرئيسي للاتفاقية فضلا عن بعض البلدان الأوروبية واليابان هي سويسراكذلك عبر الرئيس الأمريكي السابق جيمي كارترعن دعمه للاتفاقية. 

## مقالات مرتبطة
- اتفاقية أوسلو
- خارطة الطريق
- مبادرة السلام العربية